# E3 (travtävling)
E3 är en travserie i Sverige för treåriga varmblodiga hästar, födda i Europa. Serien har en klass för hingstar och valacker och en klass för ston. E3-serien har körts varje år sedan startåret 1997.
E3-serien består av två delar. Först "Långa E3" med försök- och finallopp över medeldistans med autostart, som körs i juni varje år. Därefter "Korta E3" med försök- och finallopp över sprinterdistans med autostart, som körs i augusti varje år. Finalloppen är Grupp 1-lopp, det vill säga lopp av högsta internationella klass. På hösten går även E3-revanschen av stapeln, vilket är ett Grupp 2-lopp och revanschlopp där hästar som inte vunnit båda de två finalerna kan få en till chans.

## Rekord
I klassen för hingstar och valacker har sex hästar (Felix Orlando 2021, Aetos Kronos 2019, Al Dente 2014, Red Hot Dynamite 2009, Kung Lavec 2005, Malabar Circle Ås 2002) vunnit både långa och korta E3. I klassen för ston har sju hästar lyckats med bedriften (Mascate Match 2019, Tamla Celeber 2010, Needles'n Pins 2004, Giant Diablo 2003, Rae Boko 2002, Monkey Ride 1999, Montana Chill 1998).

## Vinnare

### Långa E3, hingstar och valacker
| År   | Häst              | Kusk                  | Tränare               | Odds  | Tid    |
| ---- | ----------------- | --------------------- | --------------------- | ----- | ------ |
| 2023 | Expo Wise As      | Alessandro Gocciadoro | Alessandro Gocciadoro | 1.32  | 1.12,4 |
| 2022 | Bedazzled Sox     | Torbjörn Jansson      | Roger Walmann         | 8.18  | 1.12,6 |
| 2021 | Felix Orlando     | Per Nordström         | Per Nordström         | 6.34  | 1.12,1 |
| 2020 | Global Badman     | Daniel Wäjersten      | Daniel Wäjersten      | 2.45  | 1.13,0 |
| 2019 | Aetos Kronos      | Örjan Kihlström       | Jerry Riordan         | 3.73  | 1.11,4 |
| 2018 | Attraversiamo     | Erik Adielsson        | Svante Båth           | 2.74  | 1.12,2 |
| 2017 | Coin Perdu        | Erik Adielsson        | Svante Båth           | 1.44  | 1.12,8 |
| 2016 | Policy of Truth   | Örjan Kihlström       | Reijo Liljendahl      | 5.30  | 1.13,6 |
| 2015 | Poet Broline      | Peter Untersteiner    | Peter Untersteiner    | 2.31  | 1.12,4 |
| 2014 | Al Dente          | Örjan Kihlström       | Catarina Lundström    | 1.63  | 1.13,1 |
| 2013 | Rolling Stones    | Örjan Kihlström       | Stefan Hultman        | 1.82  | 1.13,8 |
| 2012 | Chelsea Boko      | Jorma Kontio          | Timo Nurmos           | 3.94  | 1.12,7 |
| 2011 | Brad de Veluwe    | Tuomas Korvenoja      | Tuomas Korvenoja      | 1.57  | 1.13,7 |
| 2010 | Amaru Boko        | Jorma Kontio          | Timo Nurmos           | 9.56  | 1.12,9 |
| 2009 | Red Hot Dynamite  | Jorma Kontio          | Timo Nurmos           | 3.64  | 1.12,9 |
| 2008 | Maharajah         | Örjan Kihlström       | Stefan Hultman        | 2.04  | 1.13,6 |
| 2007 | Artistic Ås       | Erik Adielsson        | Stig H Johansson      | 1.71  | 1.14,4 |
| 2006 | Going Kronos      | Lutfi Kolgjini        | Lutfi Kolgjini        | 1.40  | 1.12,2 |
| 2005 | Kung Lavec        | Lars Lindberg         | Svante Båth           | 6.70  | 1.13,6 |
| 2004 | Everest Ås        | Lars Lindberg         | Svante Båth           | 2.92  | 1.13,3 |
| 2003 | Face of Speed     | Örjan Kihlström       | Lutfi Kolgjini        | 13.29 | 1.14,4 |
| 2002 | Malabar Circle Ås | Torbjörn Jansson      | Svante Båth           | 10.44 | 1.15,4 |
| 2001 | Gigant Neo        | Jorma Kontio          | Stefan Melander       | 4.89  | 1.14,2 |
| 2000 | Simb Illusion     | Jimb Frick            | Jimb Frick            | 2.54  | 1.15,0 |
| 1999 | S:t Göran         | Stig H Johansson      | Stig H Johansson      | 4.30  | 1.15,6 |
| 1998 | Igor Brick        | Roger Malmqvist       | Roger Malmqvist       | 11.38 | 1.15,8 |
| 1997 | Jolly Rocket      | Per Lennartsson       | Per Lennartsson       | 6.38  | 1.15,4 |

### Korta E3, hingstar och valacker
| År   | Häst              | Kusk               | Tränare            | Odds   | Tid    |
| ---- | ----------------- | ------------------ | ------------------ | ------ | ------ |
| 2022 | Following         | Björn Goop         | Stefan Melander    | 7,82   | 1.10,9 |
| 2021 | Felix Orlando     | Per Nordström      | Per Nordström      | 4,41   | 1.11,6 |
| 2020 | Hennessy Am       | Erik Adielsson     | Kim Pedersen       | 10.00  | 1.11,3 |
| 2019 | Aetos Kronos      | Johan Untersteiner | Jerry Riordan      | 1.49   | 1.10,9 |
| 2018 | Betting Gangster  | Carl Johan Jepson  | Jerry Riordan      | 2.58   | 1.12,3 |
| 2017 | Capitol Hill      | Ulf Ohlsson        | Svante Båth        | 33.40  | 1.11,8 |
| 2016 | Donatello Sisu    | Stefan Söderkvist  | Admir Zukanovic    | 4.93   | 1.11,7 |
| 2015 | Heavy Sound       | Kenneth Haugstad   | Roger Walmann      | 4.05   | 1.10,9 |
| 2014 | Al Dente          | Örjan Kihlström    | Catarina Lundström | 1.38   | 1.12,0 |
| 2013 | Tiberius F.       | Björn Goop         | Helena Burman      | 83.04  | 1.11,9 |
| 2012 | Standout          | Stefan Melander    | Stefan Melander    | 8.03   | 1.10,9 |
| 2011 | Labero Broline    | Ulf Ohlsson        | Svante Båth        | 10.96  | 1.12,0 |
| 2010 | Deuxieme Picsous  | Johnny Takter      | Johan Lejon        | 19.92  | 1.12,9 |
| 2009 | Red Hot Dynamite  | Jorma Kontio       | Timo Nurmos        | 1.64   | 1.12,7 |
| 2008 | Conrads Epilog    | Johan Untersteiner | Roger Walmann      | 141.79 | 1.12,3 |
| 2007 | Staro Azazell     | Per Lennartsson    | Timo Nurmos        | 9.13   | 1.12,9 |
| 2006 | Glen Kronos       | Lutfi Kolgjini     | Lutfi Kolgjini     | 1.84   | 1.12,0 |
| 2005 | Kung Lavec        | Lars Lindberg      | Svante Båth        | 4.10   | 1.12,9 |
| 2004 | Conny Nobell      | Björn Goop         | Björn Goop         | 2.98   | 1.13,6 |
| 2003 | Luxury Ås         | Lars Lindberg      | Svante Båth        | 1.78   | 1.11,8 |
| 2002 | Malabar Circle Ås | Torbjörn Jansson   | Svante Båth        | 2.59   | 1.13,0 |
| 2001 | Staro Showbiz     | Torbjörn Jansson   | Svante Båth        | 5.07   | 1.12,3 |
| 2000 | Esterel Sunset    | Flemming Jensen    | Gordon Dahl        | 5.83   | 1.12,5 |
| 1999 | Simb Zipper       | Robert Bergh       | Robert Bergh       | 3.25   | 1.12,7 |
| 1998 | Viking Kronos     | Lutfi Kolgjini     | Lutfi Kolgjini     | 1.22   | 1.12,9 |
| 1997 | Borga Spirit      | Olle Goop          | Mats Andersson     | 20.15  | 1.14,4 |

### Långa E3, ston
| År   | Häst               | Kusk                 | Tränare           | Odds   | Tid    |
| ---- | ------------------ | -------------------- | ----------------- | ------ | ------ |
| 2023 | Coral Coger        | Rikard N Skoglund    | Ola Åsebö         | 9.76   | 1.12,9 |
| 2022 | Sparven            | Mika Forss           | Jörgen Westholm   | 124.53 | 1.13,6 |
| 2021 | Red Lady Express   | Carl Johan Jepson    | Christian Persson | 6.46   | 1.12,6 |
| 2020 | Barbro Kronos      | Erik Adielsson       | Svante Båth       | 3.41   | 1.13,8 |
| 2019 | Mascate Match      | Pekka Korpi          | Pekka Korpi       | 3.29   | 1.12,3 |
| 2018 | Zara Kronos        | Joakim Lövgren       | Joakim Lövgren    | 13.10  | 1.12,7 |
| 2017 | Violet Bi          | Jim Oscarsson        | Jim Oscarsson     | 15.53  | 1.13,7 |
| 2016 | Uncertain Age      | Christoffer Eriksson | Roger Malmqvist   | 24.25  | 1.13,5 |
| 2015 | Timbal             | Robert Bergh         | Robert Bergh      | 5.07   | 1.12,5 |
| 2014 | Arctic Model       | Pekka Korpi          | Pekka Korpi       | 16.76  | 1.13,9 |
| 2013 | Mellby Briolett    | Johan Untersteiner   | Roger Walmann     | 26.72  | 1.14,5 |
| 2012 | System Performance | Stefan Melander      | Stefan Melander   | 1.88   | 1.14,1 |
| 2011 | Britannia          | Robert Bergh         | Robert Bergh      | 10.44  | 1.15,1 |
| 2010 | Tamla Celeber      | Torbjörn Jansson     | Roger Walmann     | 2.42   | 1.14,1 |
| 2009 | My Love di Quattro | Ulf Ohlsson          | Petri Salmela     | 12.80  | 1.13,4 |
| 2008 | Mystical Ann       | Åke Svanstedt        | Åke Svanstedt     | 2.33   | 1.15,4 |
| 2007 | Lie Detector       | Örjan Kihlström      | Stefan Hultman    | 2.39   | 1.16,5 |
| 2006 | Vala Boko          | Jorma Kontio         | Timo Nurmos       | 4.17   | 1.14,2 |
| 2005 | Joy Ås             | Björn Goop           | Olle Goop         | 1.74   | 1.15,3 |
| 2004 | Needles'n Pins     | Lutfi Kolgjini       | Lutfi Kolgjini    | 9.47   | 1.14,7 |
| 2003 | Giant Diablo       | Örjan Kihlström      | Roger Walmann     | 1.83   | 1.15,0 |
| 2002 | Rae Boko           | Jorma Kontio         | Markku Nieminen   | 1.27   | 1.16,1 |
| 2001 | Pine Dust          | Örjan Kihlström      | Stefan Hultman    | 3.55   | 1.15,5 |
| 2000 | Ezamble            | Erik Adielsson       | Tommy Hanné       | 34.73  | 1.14,5 |
| 1999 | Monkey Ride        | Tuomas Korvenoja     | Tuomas Korvenoja  | 1.51   | 1.15,1 |
| 1998 | Montana Chill      | Erik Adielsson       | Tomas Malmqvist   | 3.77   | 1.15,5 |
| 1997 | Mack Action Ås     | Örjan Kihlström      | Olle Goop         | 3.85   | 1.16,1 |

### Korta E3, ston
| År   | Häst             | Kusk               | Tränare            | Odds  | Tid    |
| ---- | ---------------- | ------------------ | ------------------ | ----- | ------ |
| 2022 | Dea Grif         | Santtu Raitala     | Jerry Riordan      | 3.79  | 1.11,7 |
| 2021 | Islay Mist Sisu  | Per Nordström      | Per Nordström      | 2.03  | 1.12,2 |
| 2020 | Globalizer       | Stefan Persson     | Jerry Riordan      | 45.27 | 1.10,9 |
| 2019 | Mascate Match    | Pekka Korpi        | Pekka Korpi        | 1.34  | 1.12,3 |
| 2018 | No Matter        | Erik Adielsson     | Svante Båth        | 25.94 | 1.12,5 |
| 2017 | Calamara's Girl  | Erik Adielsson     | Svante Båth        | 6.31  | 1.11,4 |
| 2016 | Unique Juni      | Örjan Kihlström    | Hans R. Strömberg  | 8.79  | 1.12,0 |
| 2015 | Princess Face    | Adrian Kolgjini    | Lutfi Kolgjini     | 6.01  | 1.11,1 |
| 2014 | Sheava Vik       | Johan Untersteiner | Jerry Riordan      | 8.61  | 1.12,2 |
| 2013 | Amazon Am        | Robert Bergh       | Robert Bergh       | 9.15  | 1.12,0 |
| 2012 | Mousse           | Örjan Kihlström    | Catarina Lundström | 37.94 | 1.11,5 |
| 2011 | Mermaid Ås       | Johan Untersteiner | Peter Untersteiner | 4.98  | 1.12,1 |
| 2010 | Tamla Celeber    | Örjan Kihlström    | Roger Walmann      | 1.64  | 1.12,1 |
| 2009 | Viola Silas      | Fredrik Persson    | Fredrik Persson    | 1.46  | 1.12,0 |
| 2008 | Lily Kronos      | Lutfi Kolgjini     | Lutfi Kolgjini     | 6.08  | 1.12,0 |
| 2007 | Nursery Rhyme    | Örjan Kihlström    | Roger Walmann      | 2.77  | 1.12,1 |
| 2006 | Tigger           | Björn Goop         | Olle Goop          | 2.03  | 1.12,4 |
| 2005 | Lotuschic        | Stig H Johansson   | Stig H Johansson   | 4.08  | 1.13,2 |
| 2004 | Needles'n Pins   | Lutfi Kolgjini     | Lutfi Kolgjini     | 3.22  | 1.12,8 |
| 2003 | Giant Diablo     | Örjan Kihlström    | Roger Walmann      | 3.89  | 1.12,3 |
| 2002 | Rae Boko         | Jorma Kontio       | Markku Nieminen    | 1.77  | 1.13,0 |
| 2001 | Ottilia Hornline | Claes Svensson     | Claes Svensson     | 17.51 | 1.13,1 |
| 2000 | Jacqueline B.    | Carl-Erik Lindblom | Anders Göstasson   | 72.74 | 1.15,1 |
| 1999 | Monkey Ride      | Tuomas Korvenoja   | Tuomas Korvenoja   | 1.19  | 1.13,0 |
| 1998 | Montana Chill    | Erik Adielsson     | Tomas Malmqvist    | 2.18  | 1.16,0 |
| 1997 | Irish Kemp       | Pekka Korpi        | Marko Inkinen      | 3.40  | 1.13,4 |